# Adoretus cyrtopygus
Adoretus cyrtopygus är en skalbaggsart som beskrevs av Ohaus 1914. Adoretus cyrtopygus ingår i släktet Adoretus och familjen Rutelidae. Inga underarter finns listade i Catalogue of Life.